# سفيتلانا كابانينا
سفيتلانا كابانينا (الروسية: Капанина, Светлана Владимировна) قائدة طائرات الطيران العالمي والاستعراضات الجوية. لُقبت بالعديد من الألقاب منها «ملكة السماء»، «ملاك سيبيريا»، «طيار المئة عام.»

## مشوارها الرياضي
بدأت كابانينا بقيادة الطائرات عام 1988 وتدربت على الألعاب البهلوانية الجوية على يد المدربين الماهرين غولوبتسوف وسولودوفنيكوف. ثم انضمت لفريق البهلوان الجوي الروسي عام 1991. كانت سفيتلانا الامرأة الوحيدة من بين 44 طيارًا شاركوا في بطولة العالم التي أجريت في جنوب أفريقيا عام 1995.

## بطولاتها الرياضة
وقد نالت لقب بطلة العالم سبع مرات، وفازت في بطولة العالم في الألعاب الجوية مرتين، كما فازت بلقب بطلة العالم 39 مرة في فعاليات منفردة أخرى. وهي أكثر قائدات الطائرات حصولا عل جوائز متنوعة في التاريخ، حيث يبلغ إجمالي محصولها من الميداليات 67 ميدالية ذهبية و22 ميدالية فضية و12 ميدالية برونزية من البطولات العالمية والأوروبية.

## وصلات خارجية
- سفيتلانا كابانينا في طائرتها "Su-26" في مطار كيمري بمقاطعة موسكو.